# Chiara Tabani
Chiara Tabani, née le 27 août 1994 à Prato, est une joueuse de water-polo italienne.
Elle fait partie de l'équipe italienne médaille de bronze lors des Championnats du monde 2015.